# Rosette (zoologie)
Pour les articles homonymes, voir Rosette.
Les rosettes, appelées aussi taches, sont des motifs arrondis et roséiformes qui caractérisent la robe de certains animaux, en particulier des félins. Ces ocelles assez complexes font office de camouflage disruptif car elles réduisent la visibilité du prédateur par sa proie dans son habitat, notamment lors d'une chasse à l'affût,.

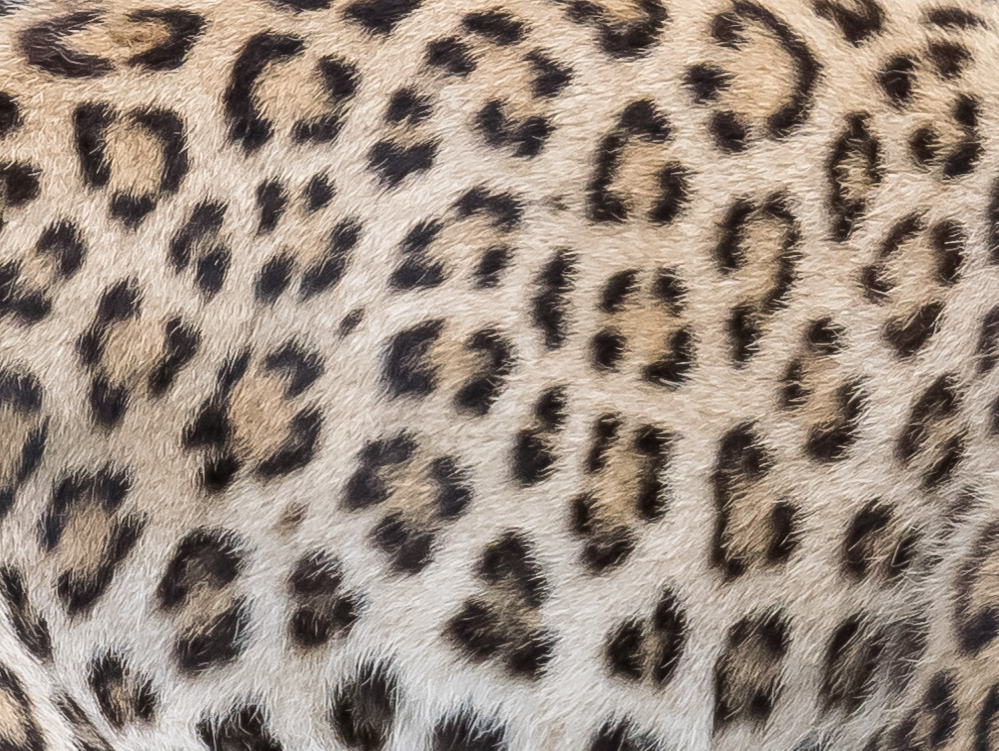
Léopard (Panthera pardus)
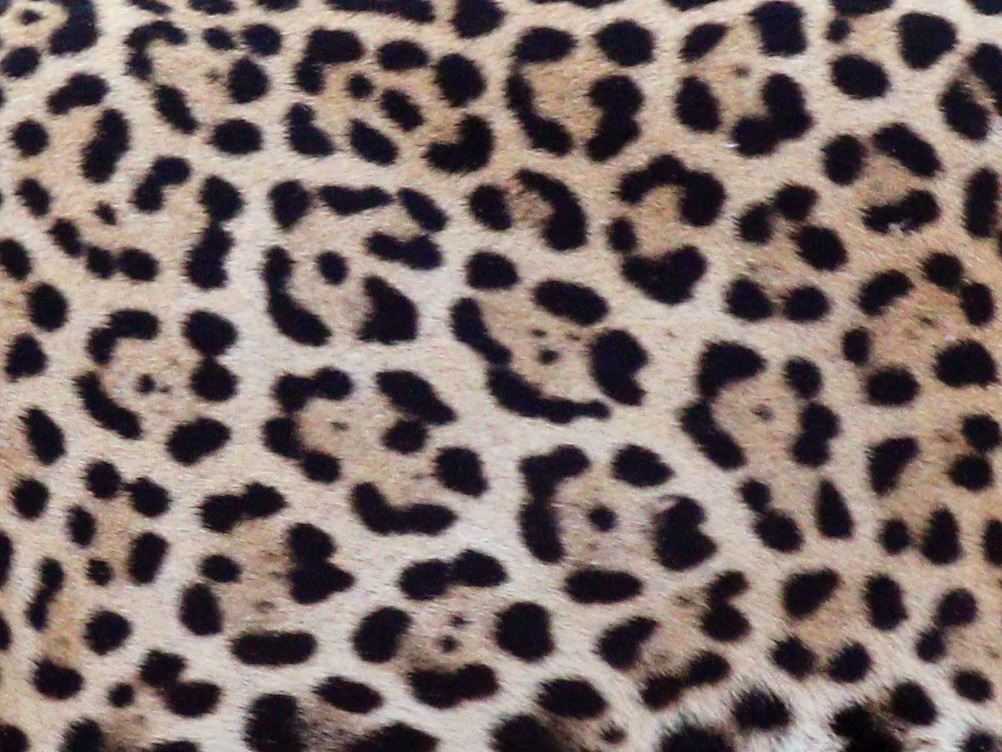
Jaguar (P. onca)
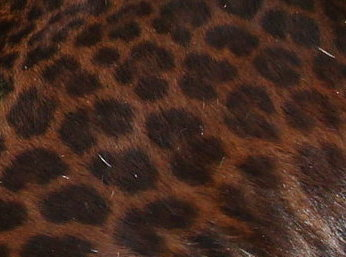
Panthère noire
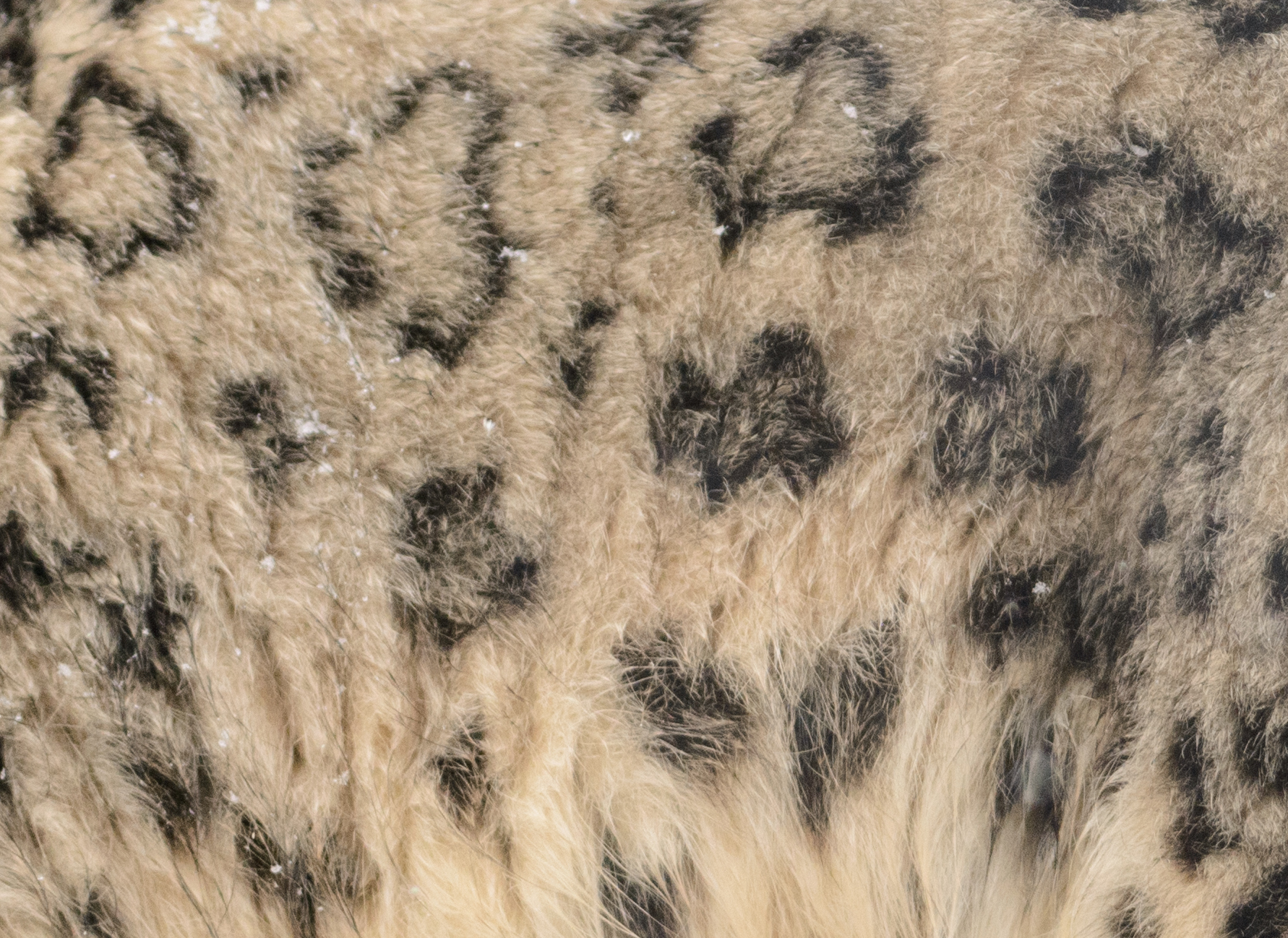
Panthère des neiges (P. uncia)
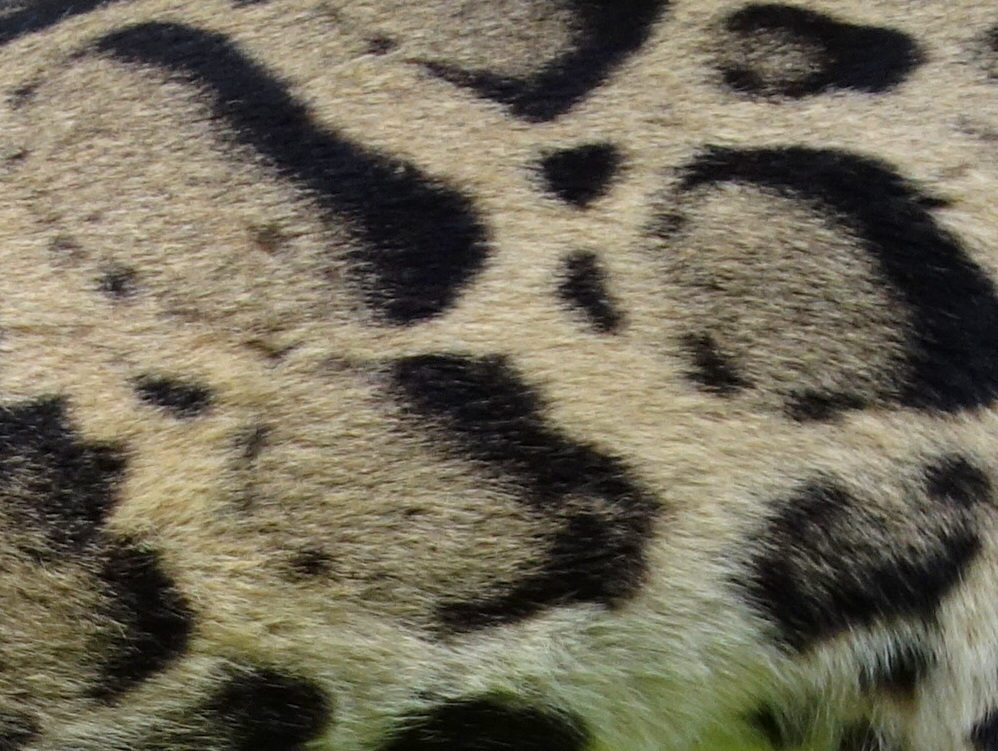
Panthère nébuleuse (Neofelis nebulosa)
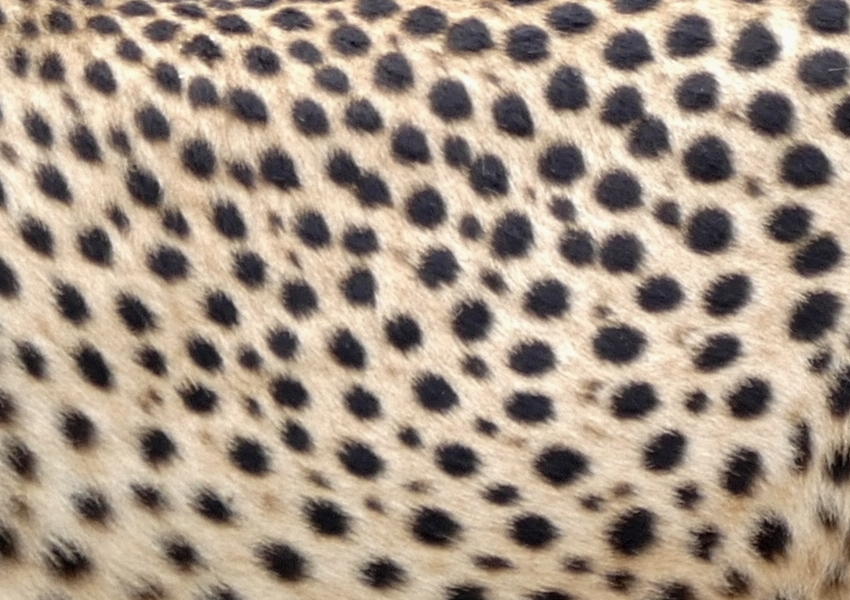
Guépard (Acinonyx jubatus)